# کلیسای جامع ولز
کلیسای جامع ولز (انگلیسی: Wells Cathedral) یک کلیسای جامع در شهر ولز، انگلستان است.
این کلیسا در سال ۷۰۵ میلادی بنیان‌گذاری شده اما ساختمان فعلی آن مابین سال‌های ۱۱۷۶ تا ۱۴۹۰ میلادی ساخته شده‌است، کلیسای ولز دارای ۱۲۶٫۵ متر طول، ۲۰ متر عرض و سه برج به ارتفاع ۵۵ متر می‌باشد.

## نمای دور

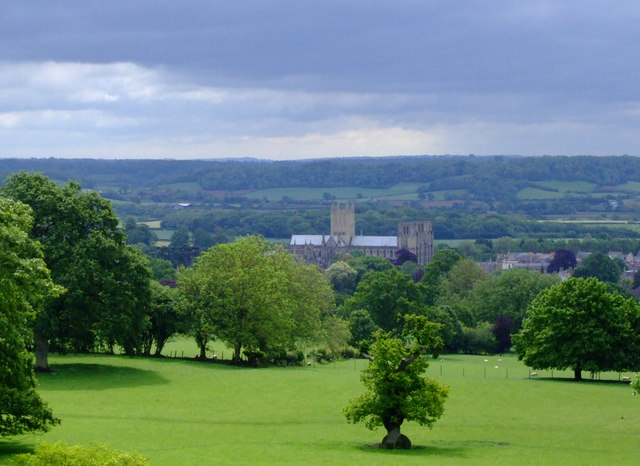
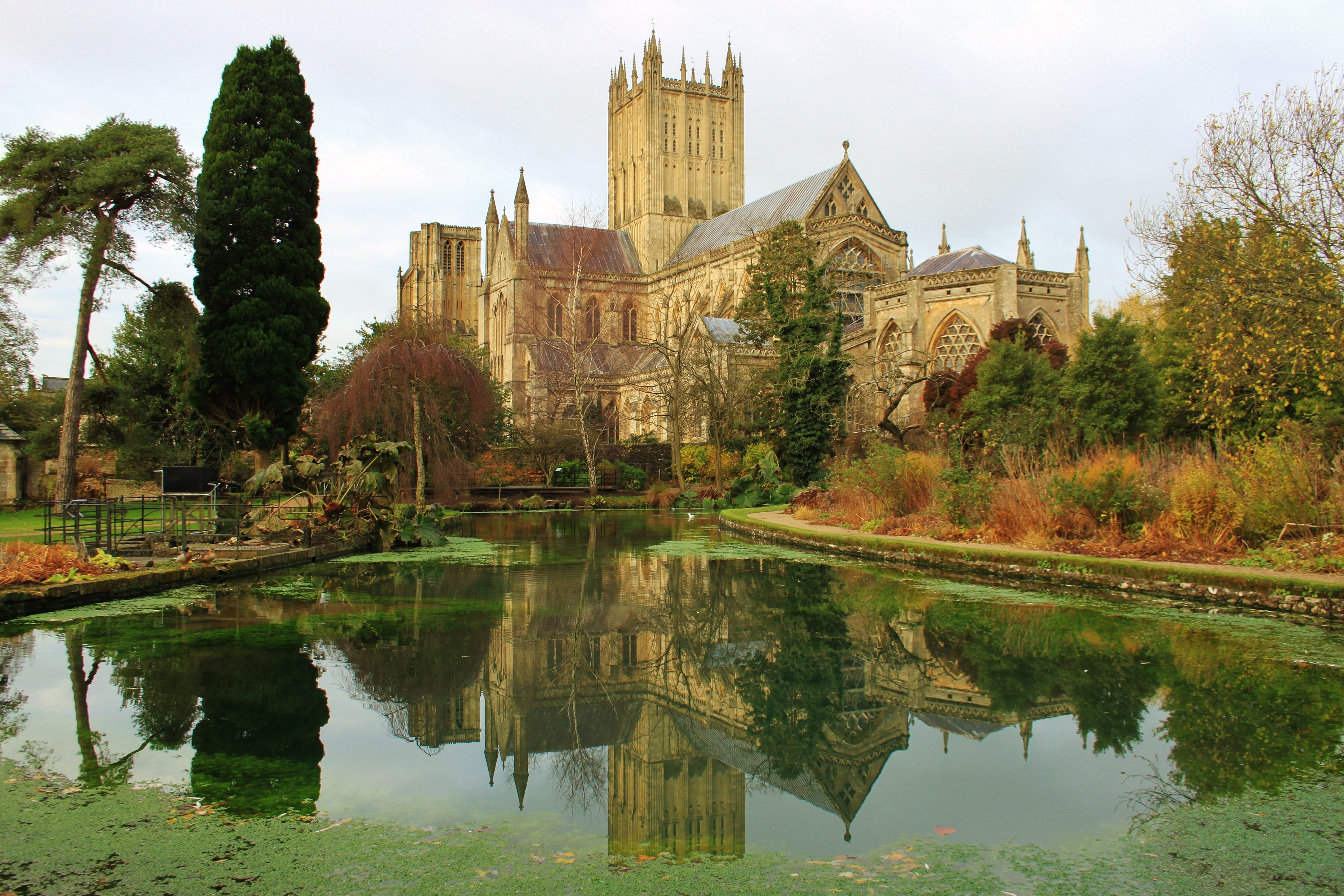
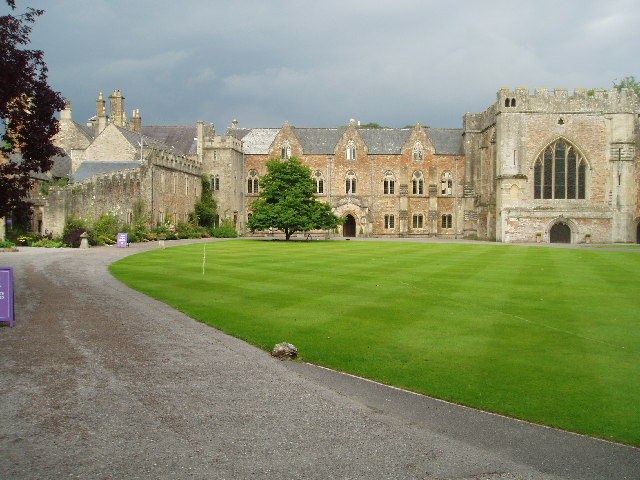
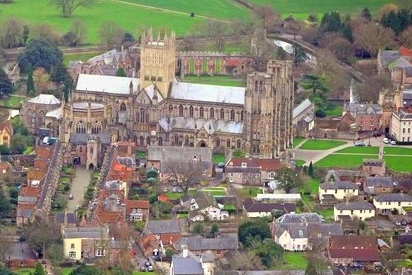

## نمادها

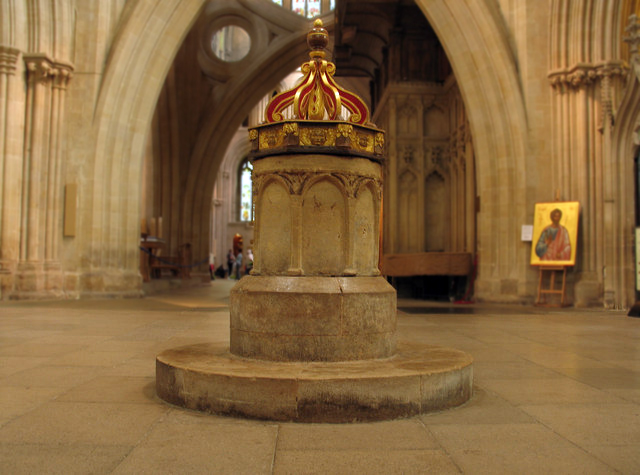
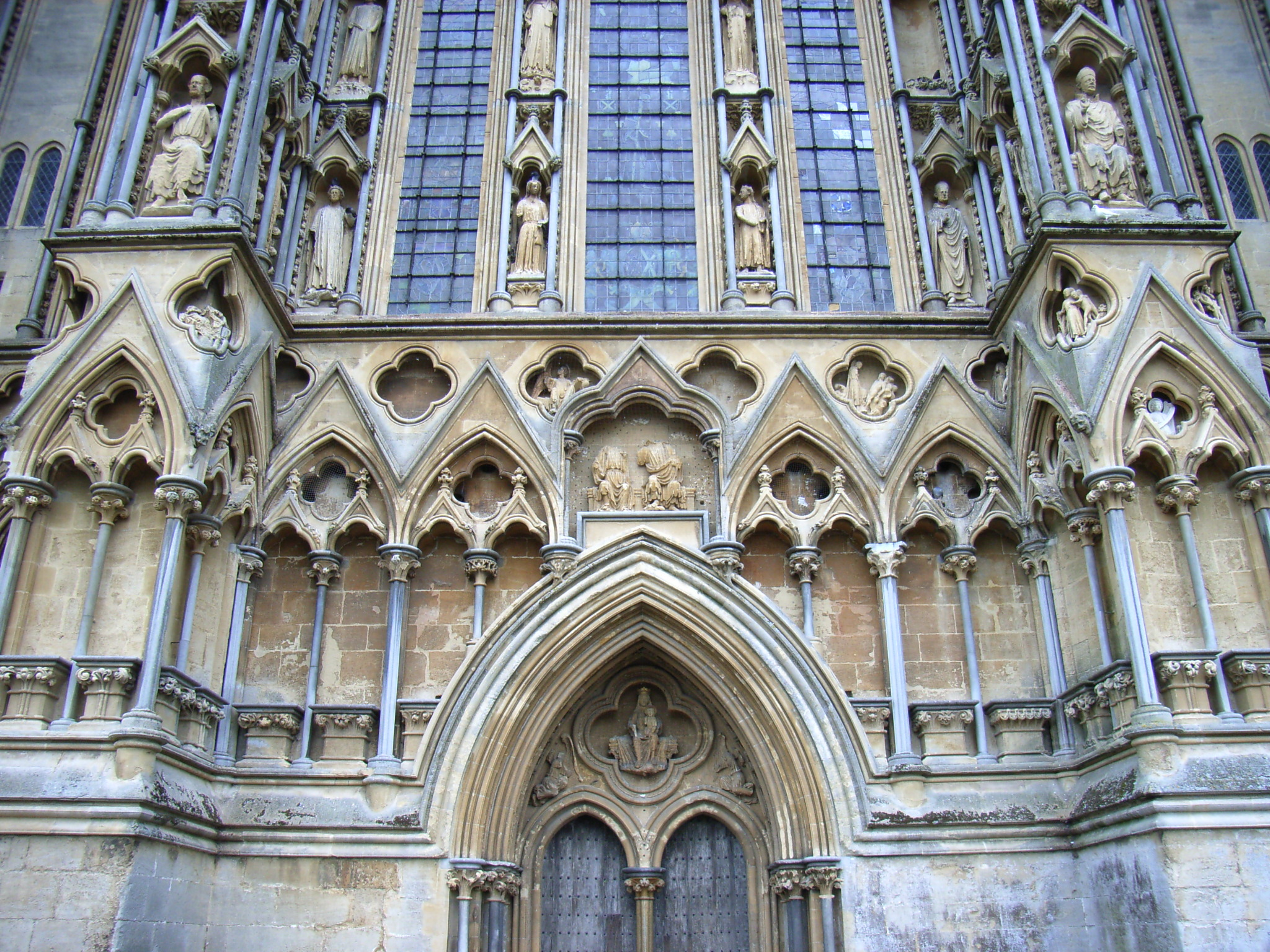
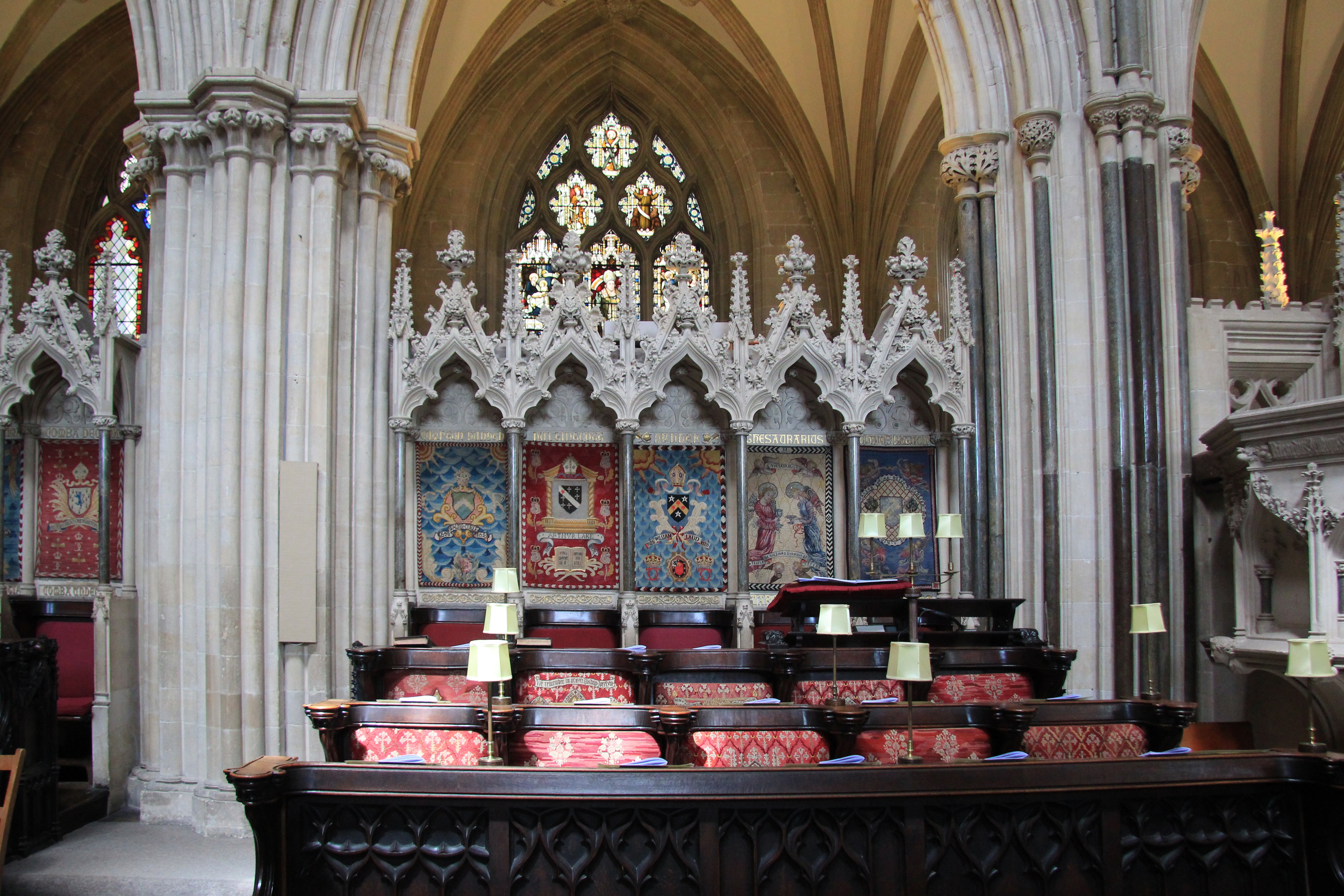
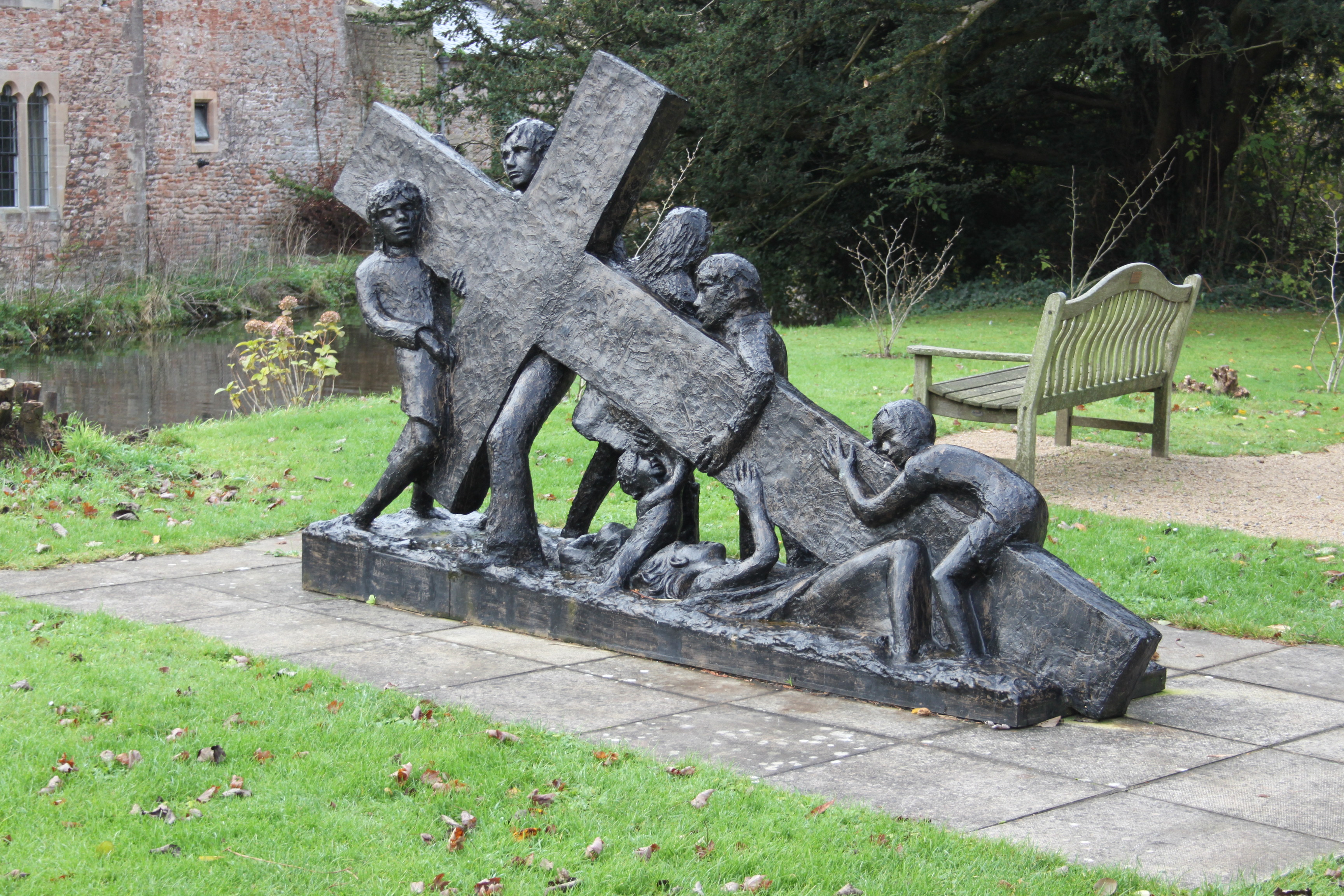

## نمای غربی

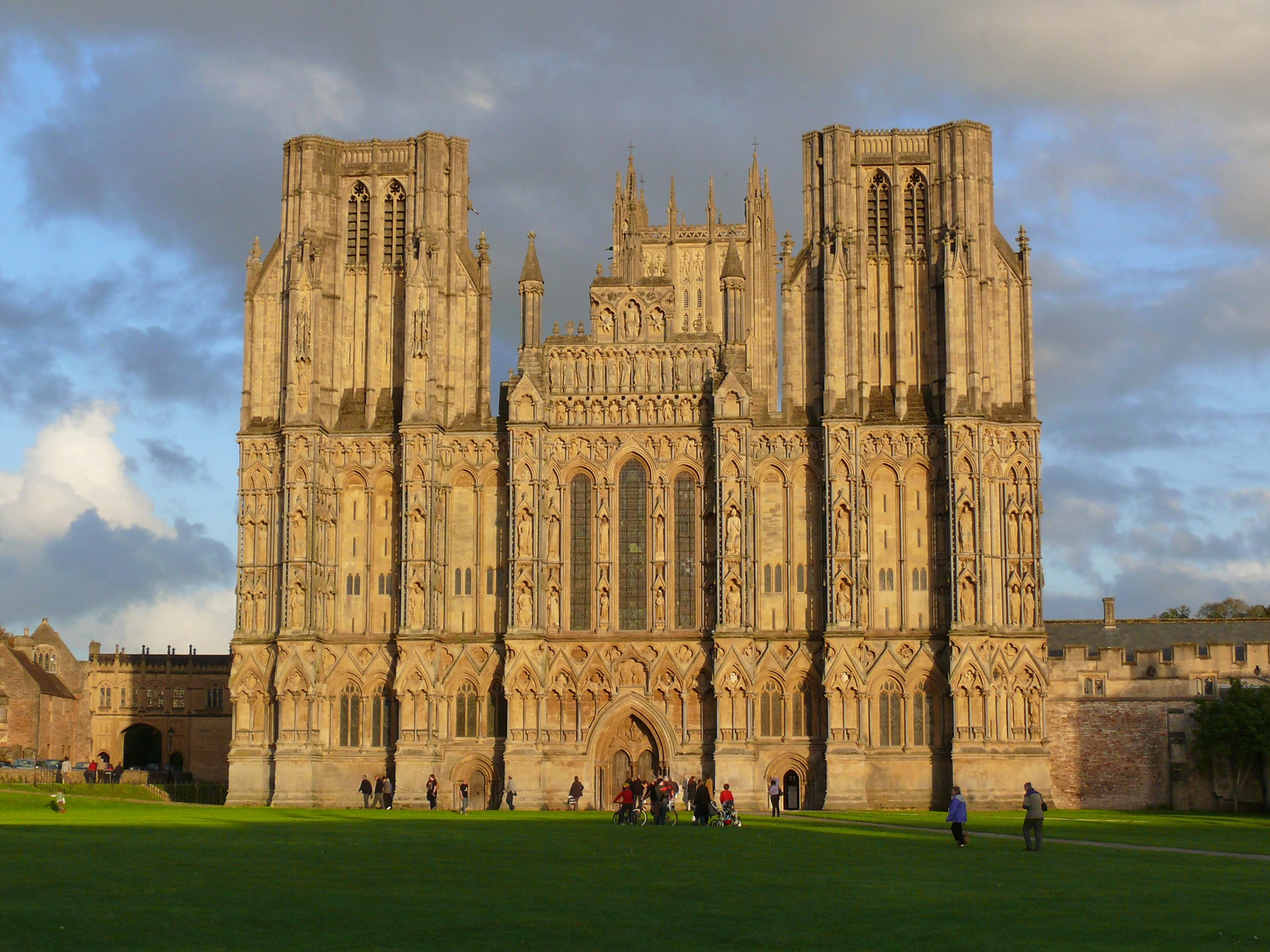
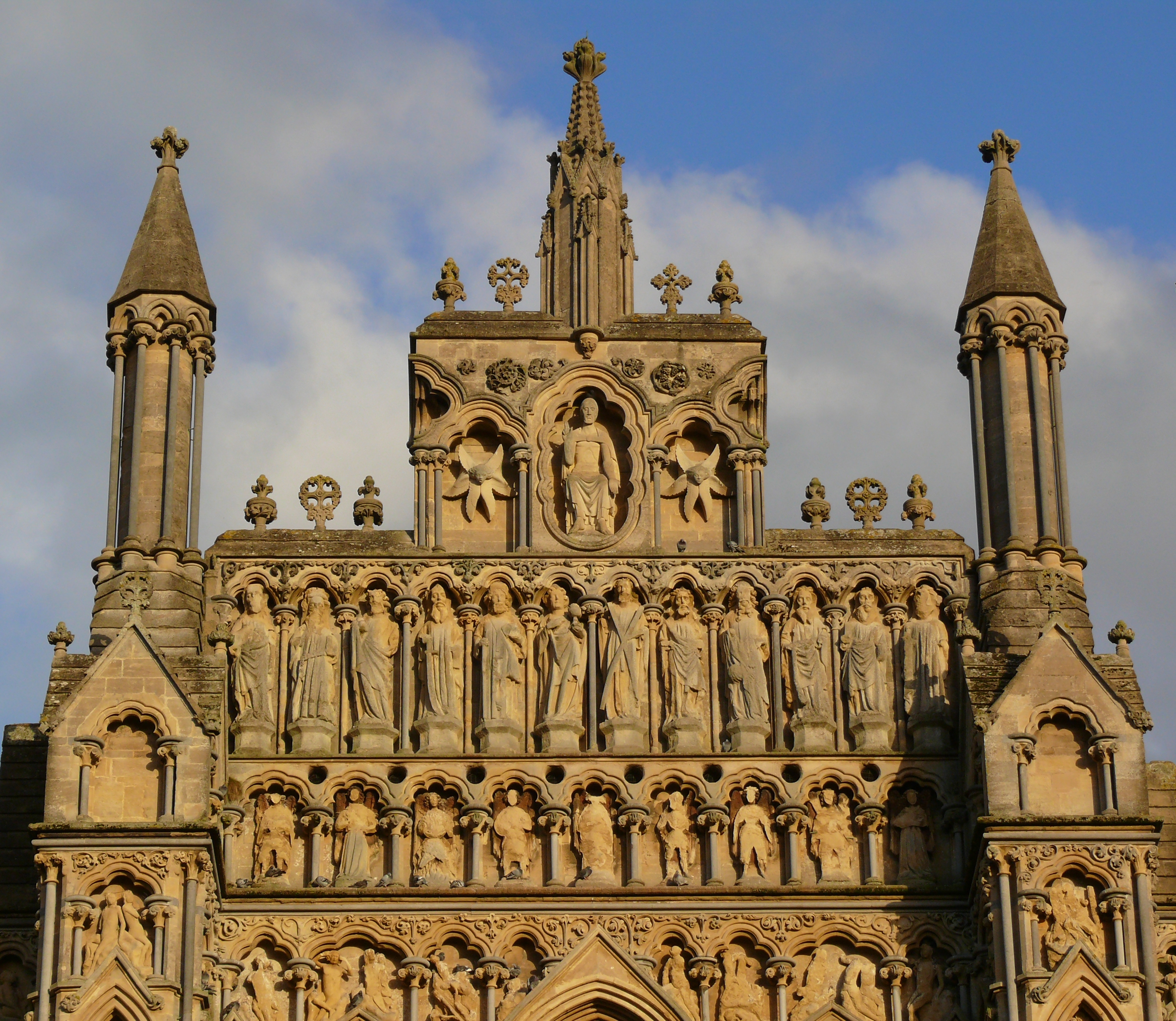
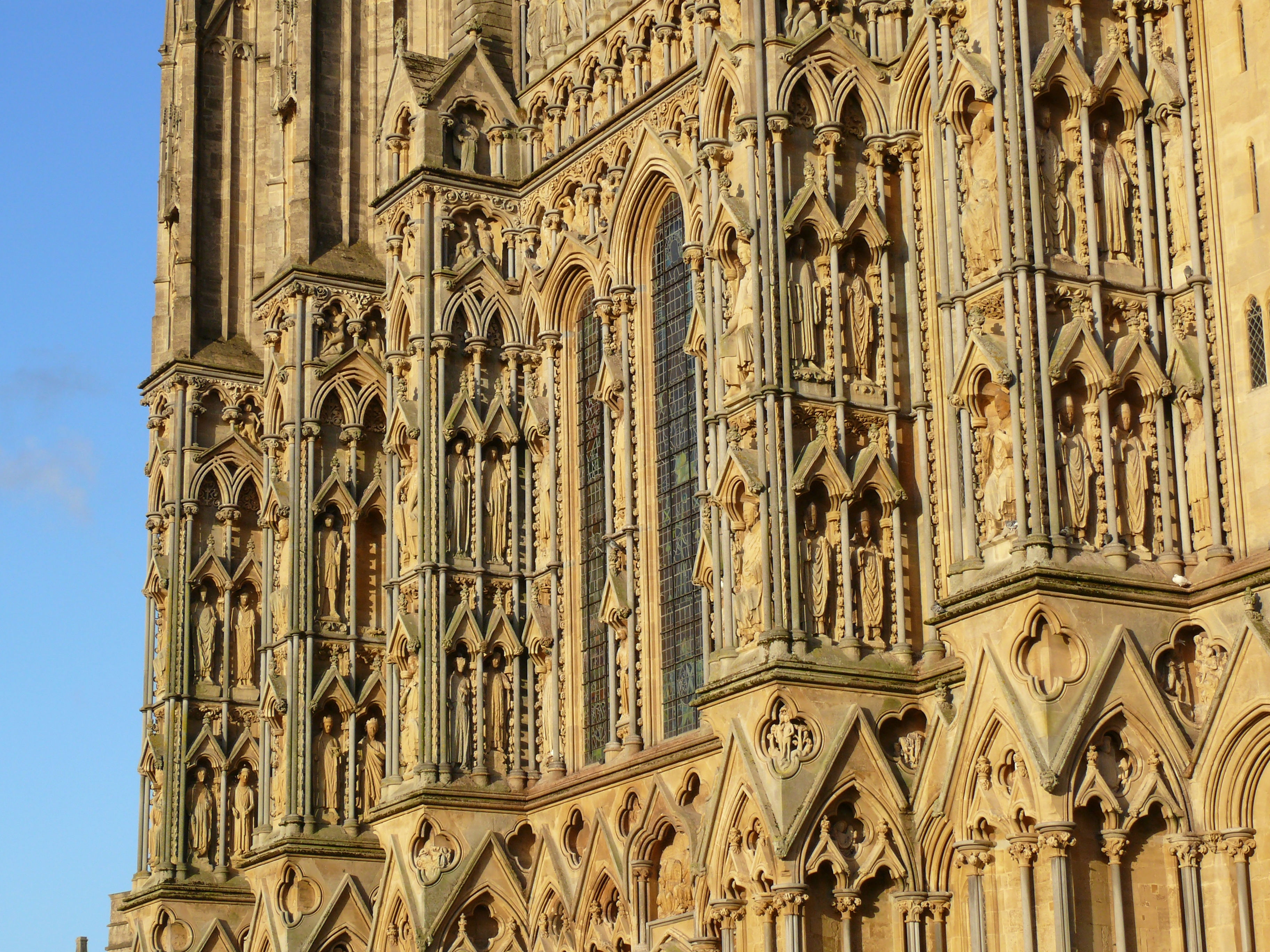

## صومعه‌ها

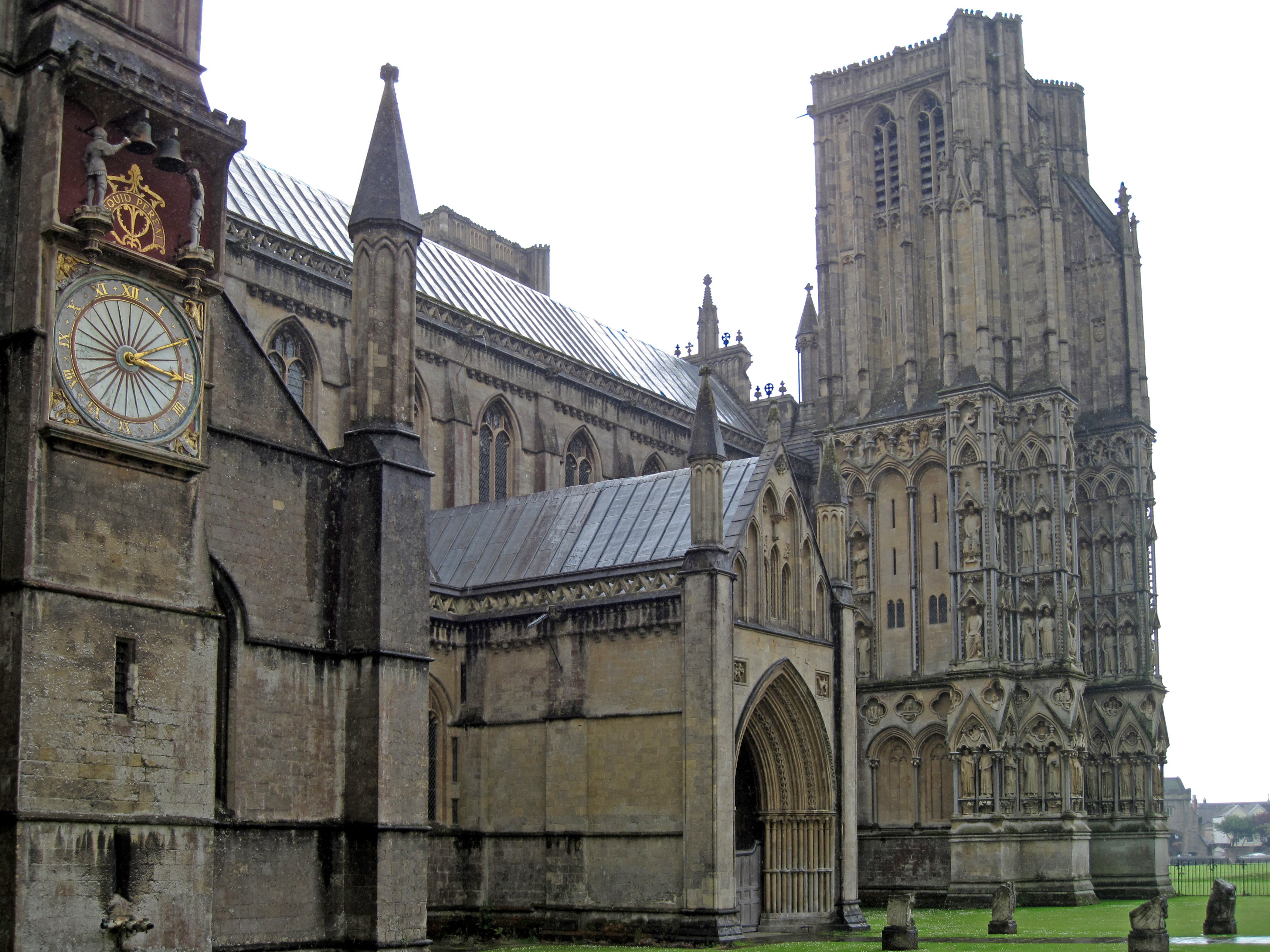
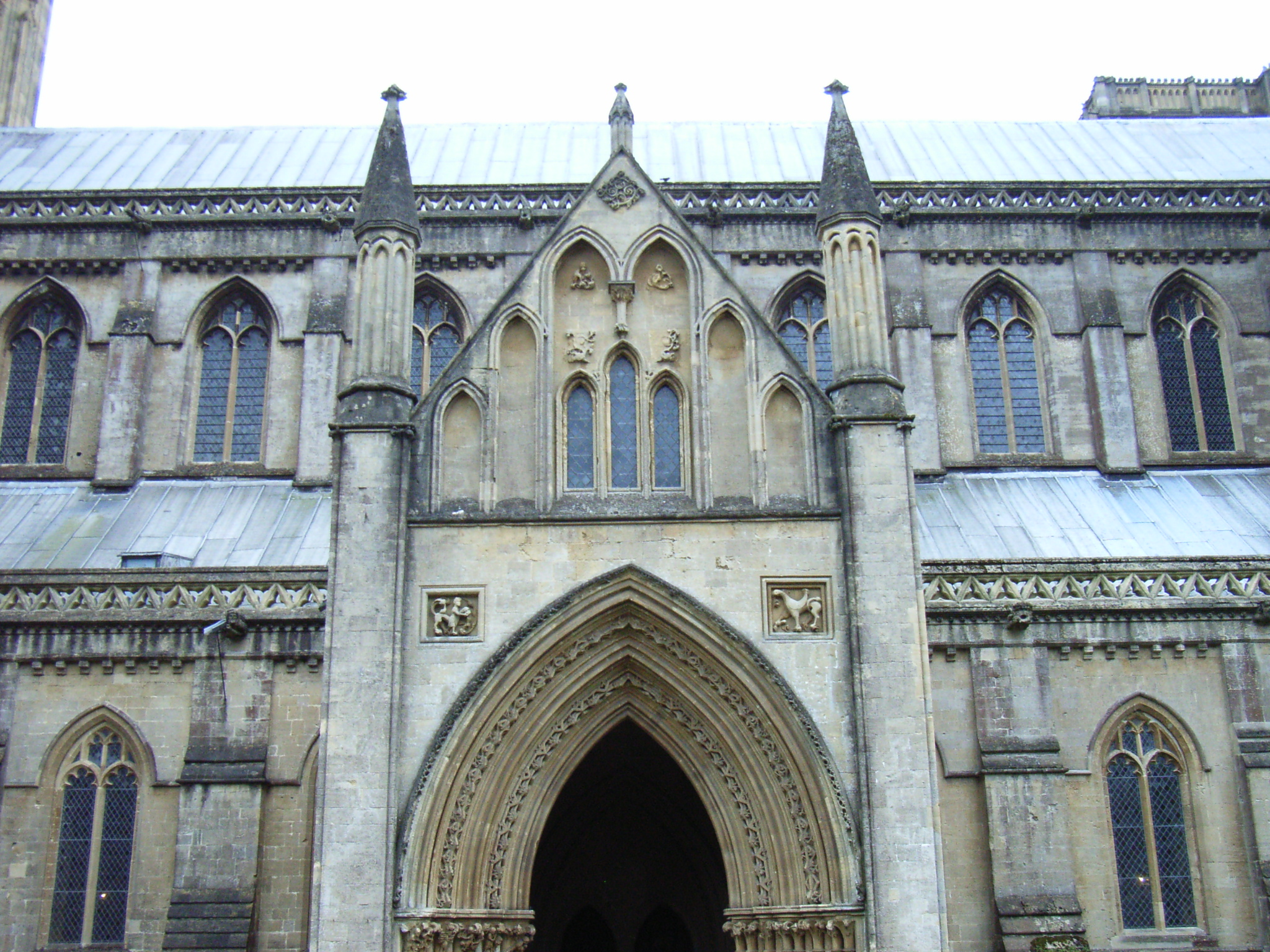
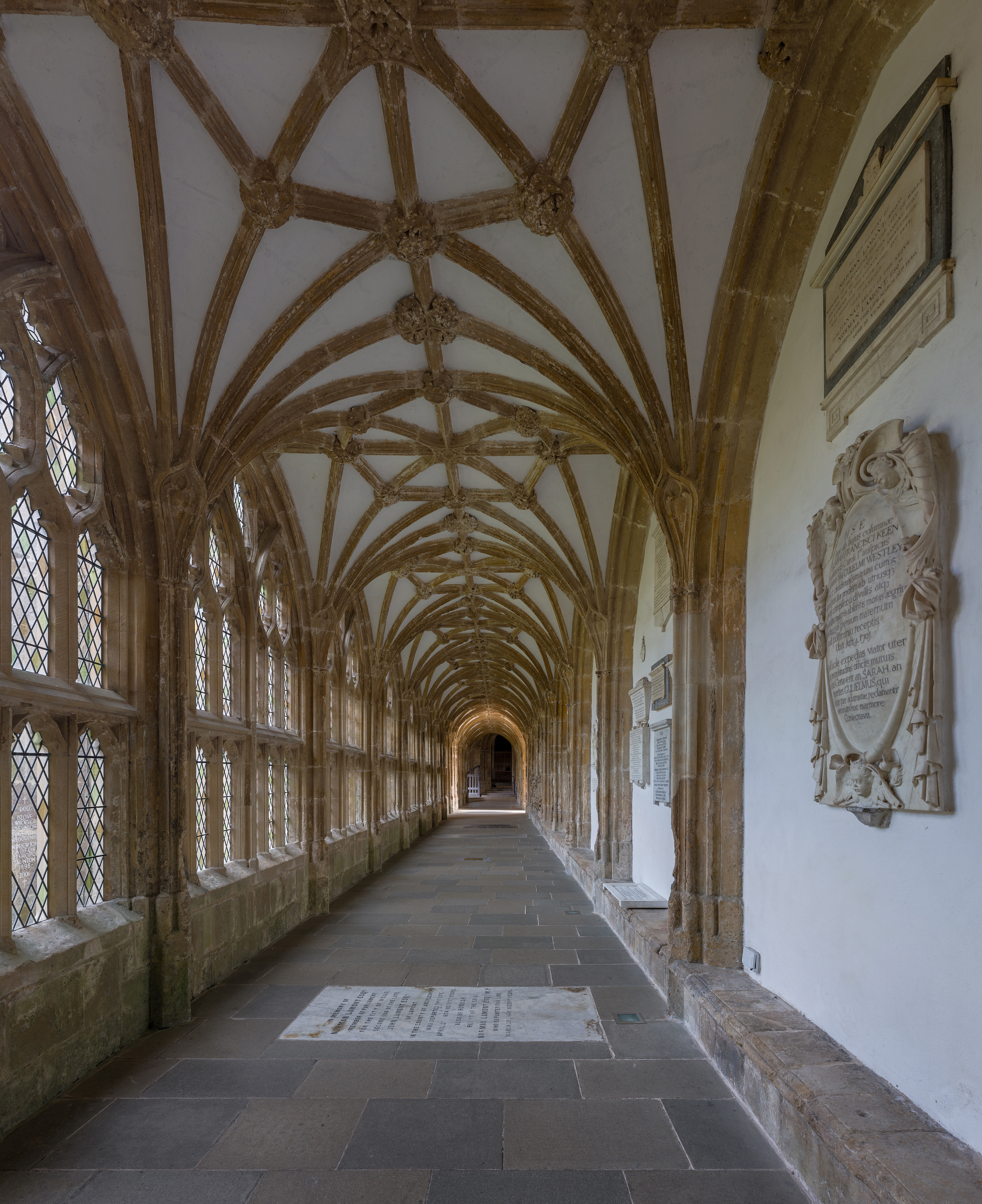
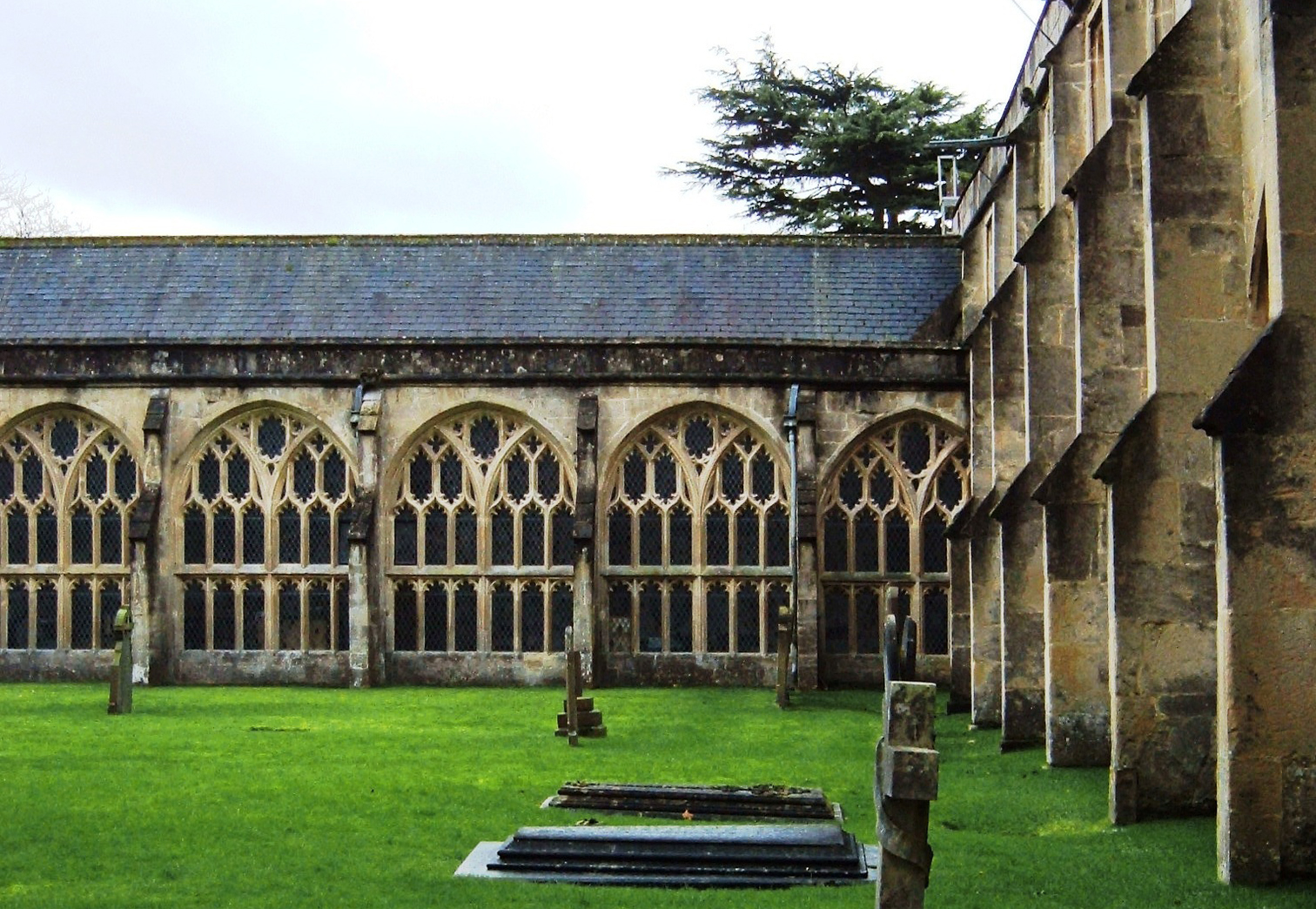

## نمای داخلی

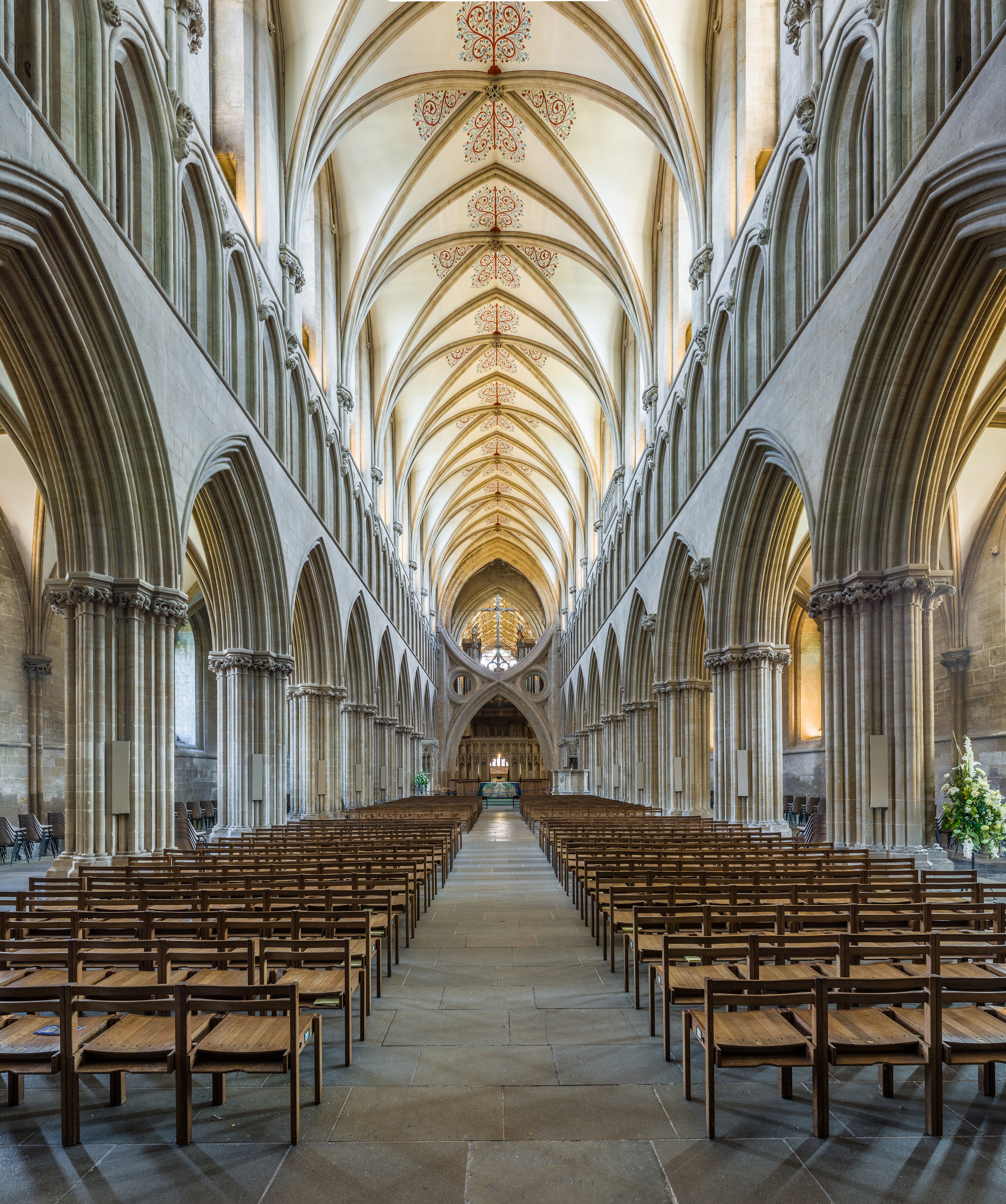
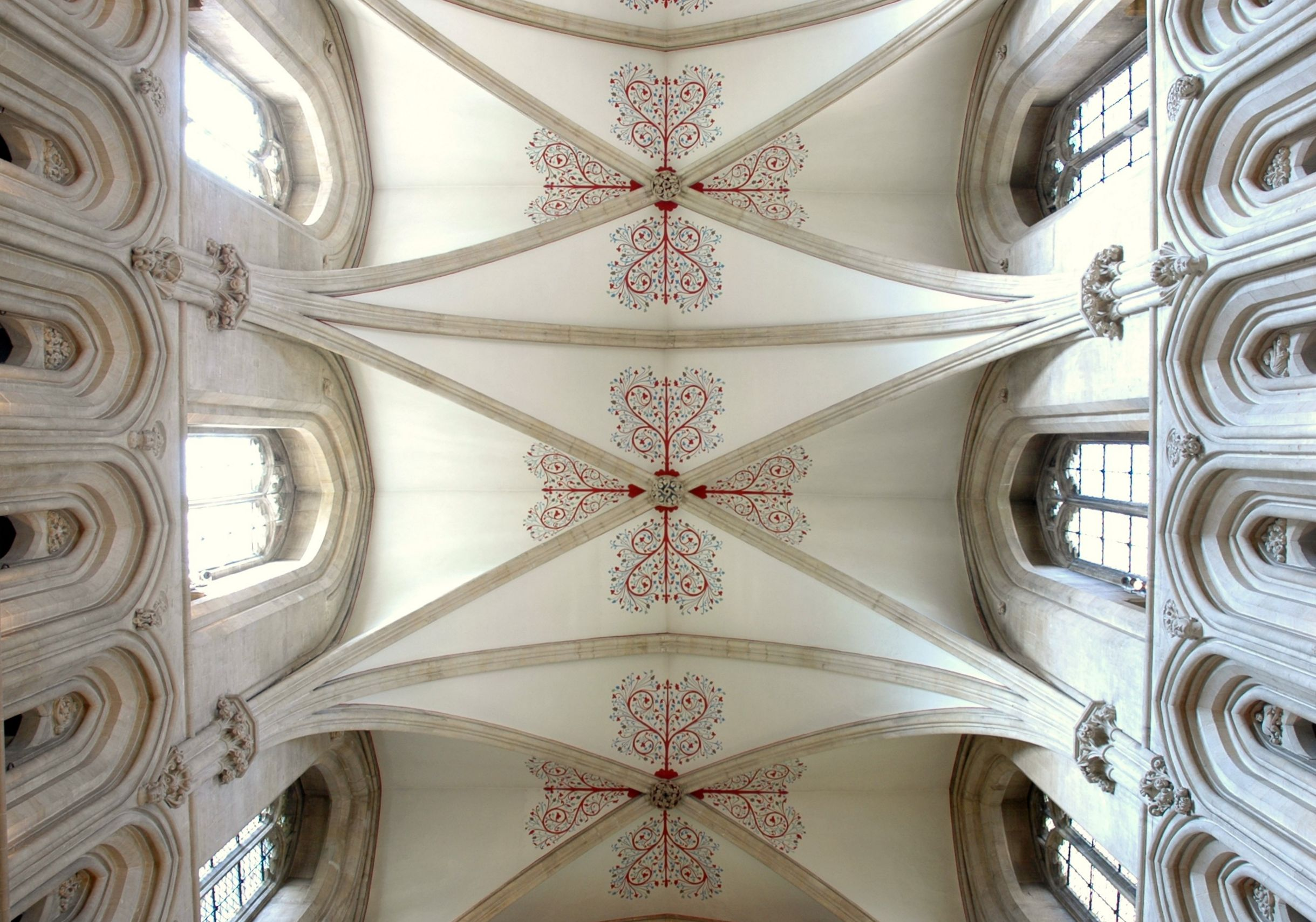
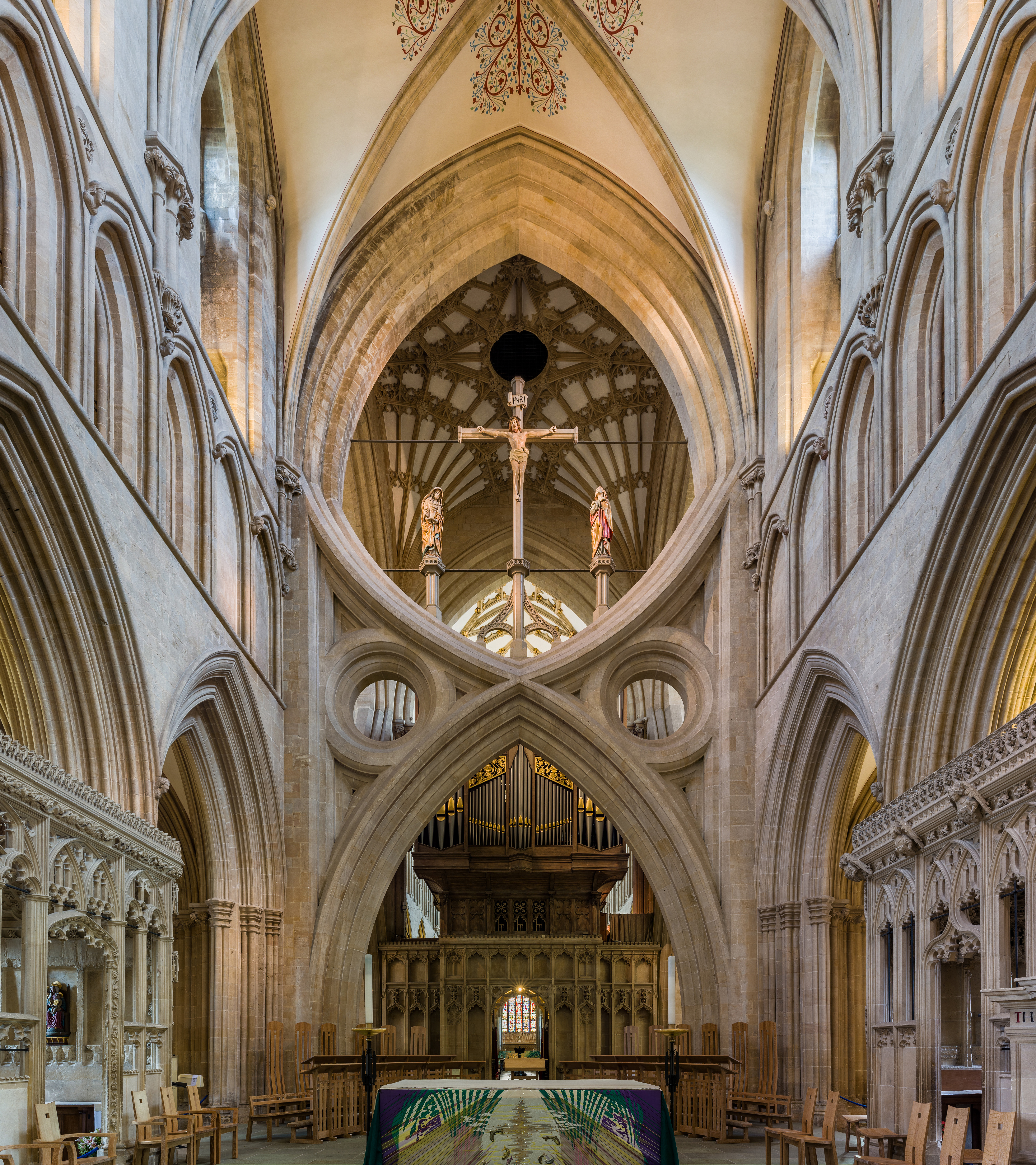
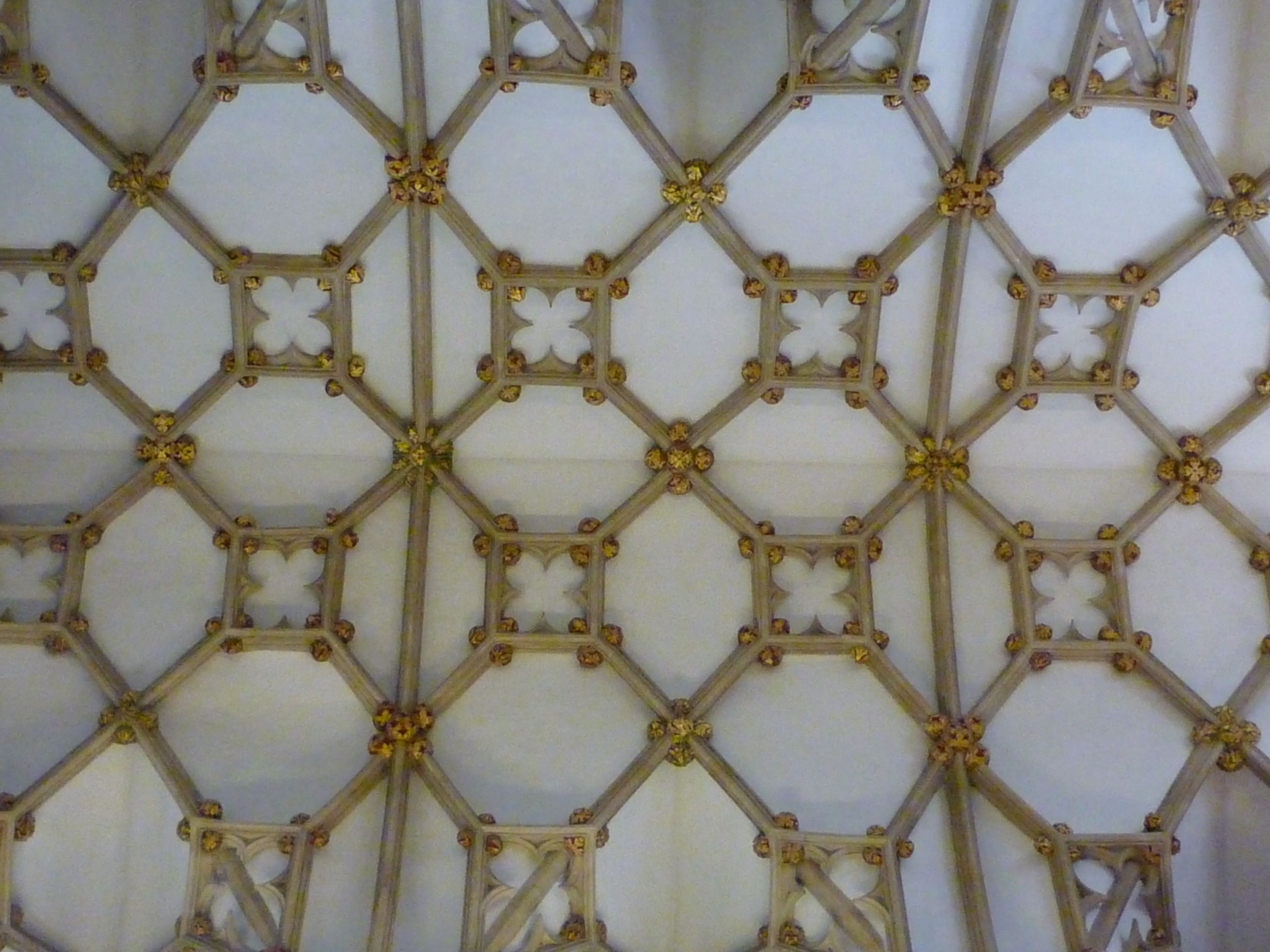
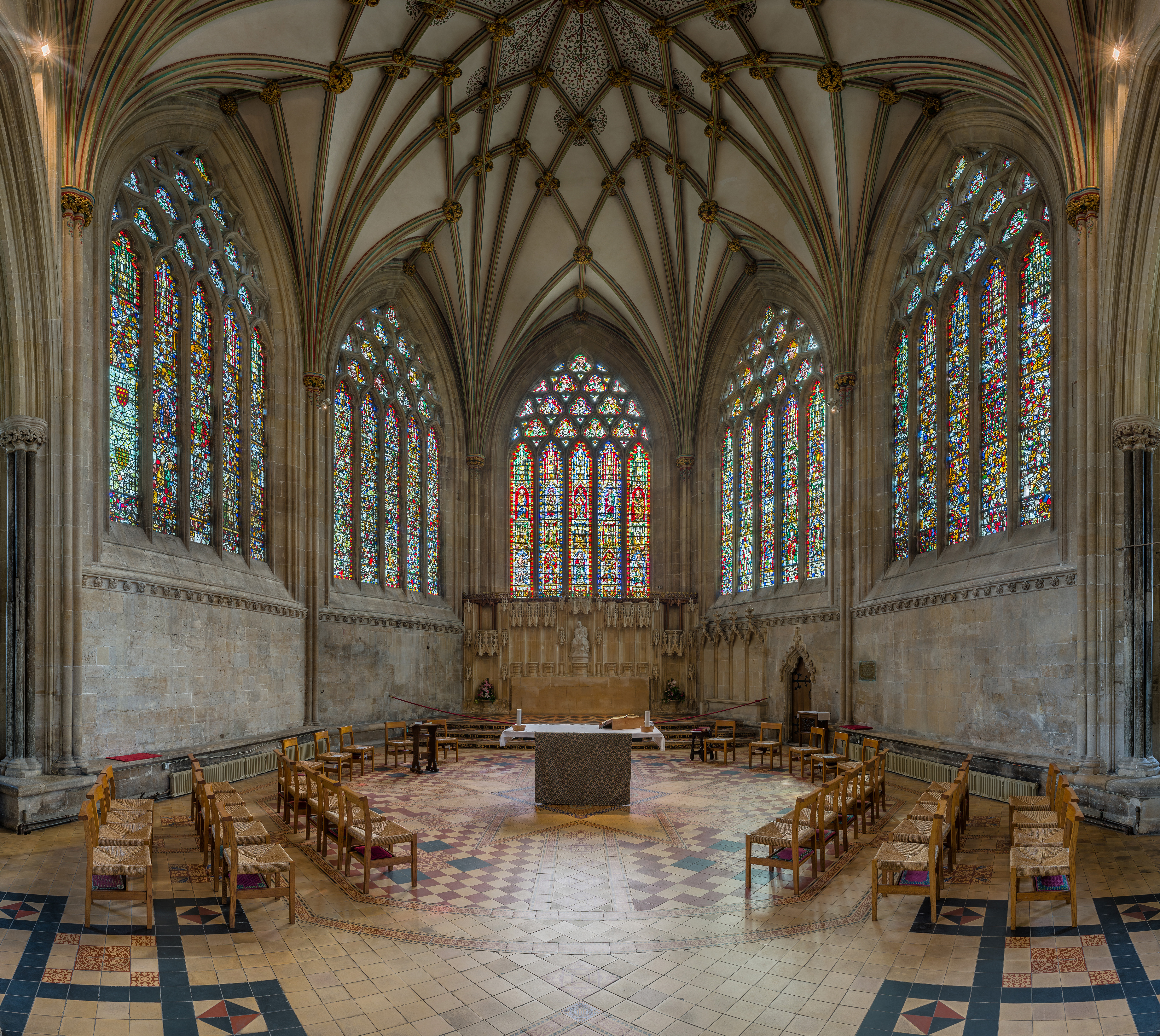
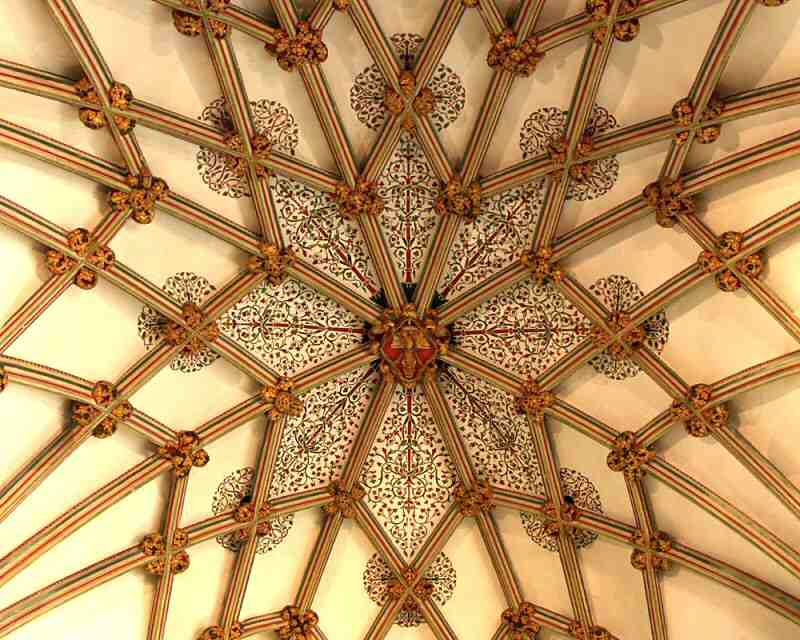
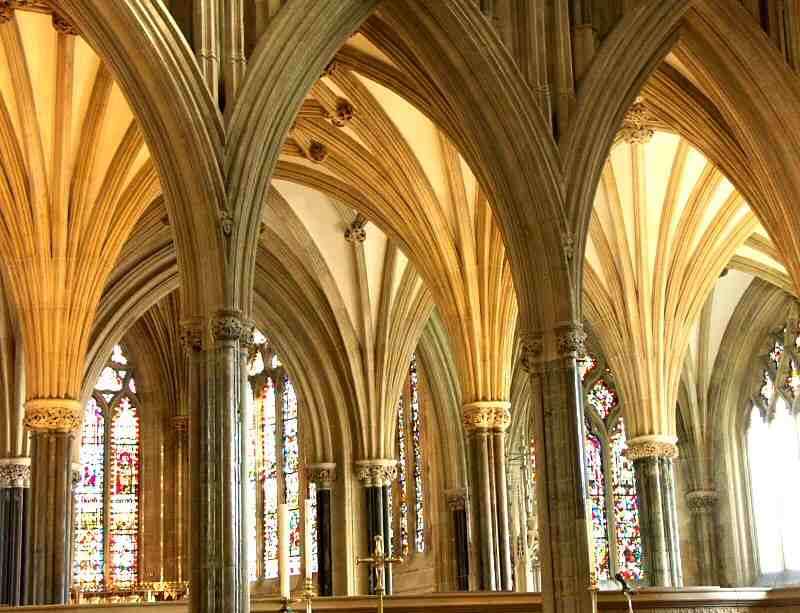
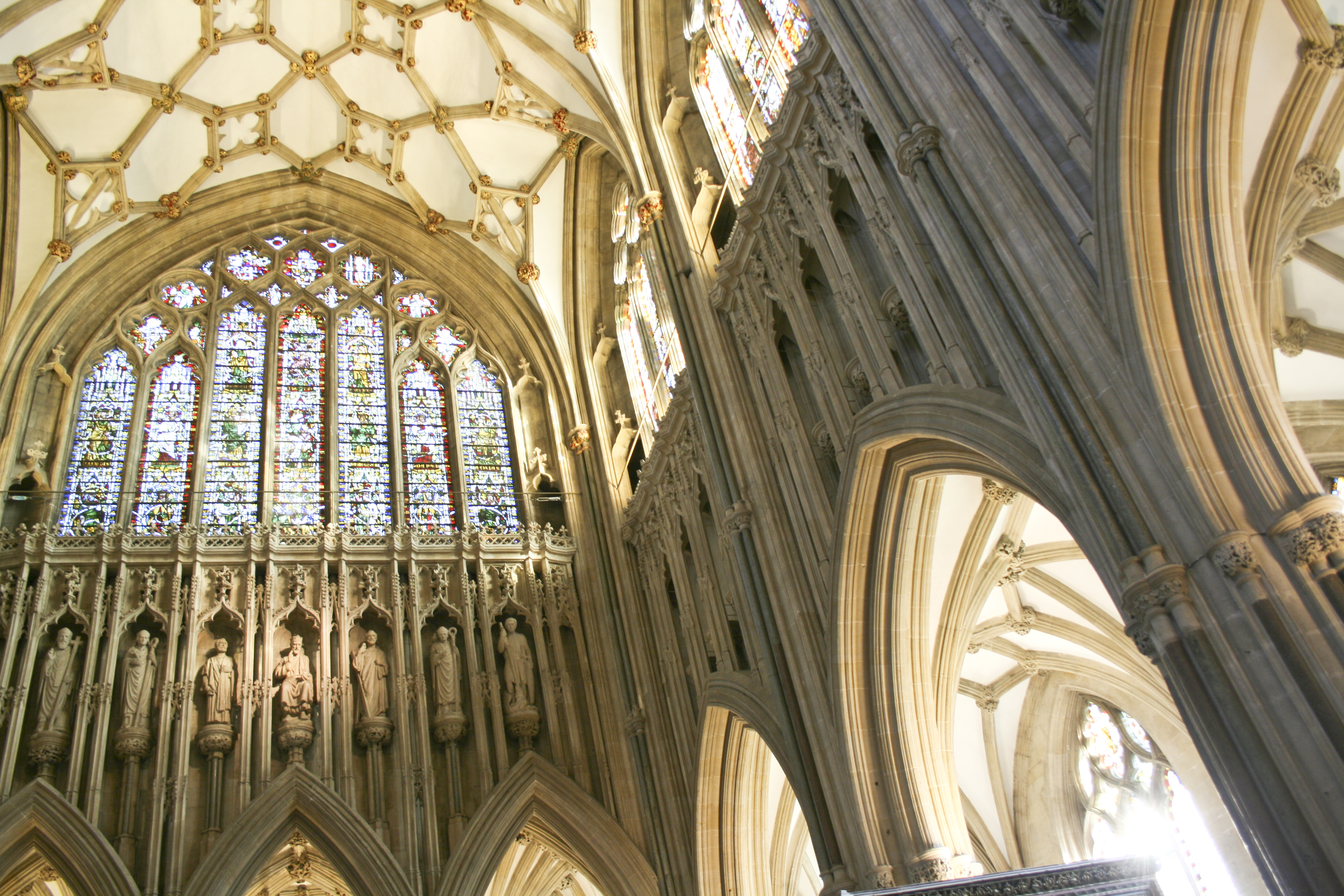
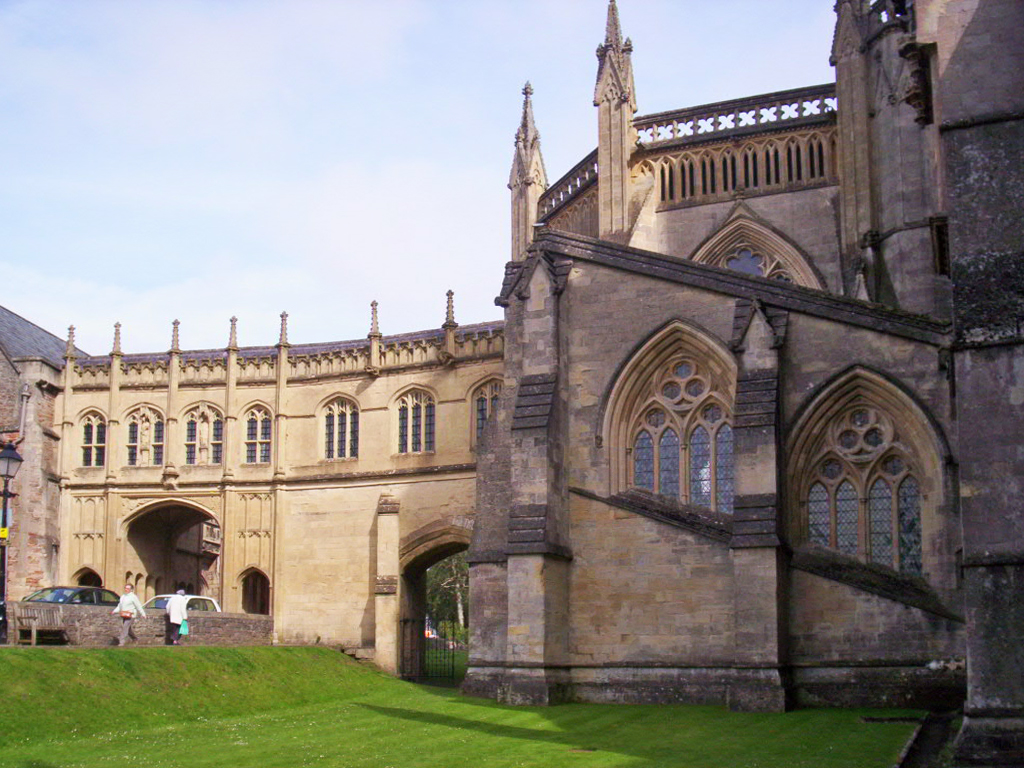
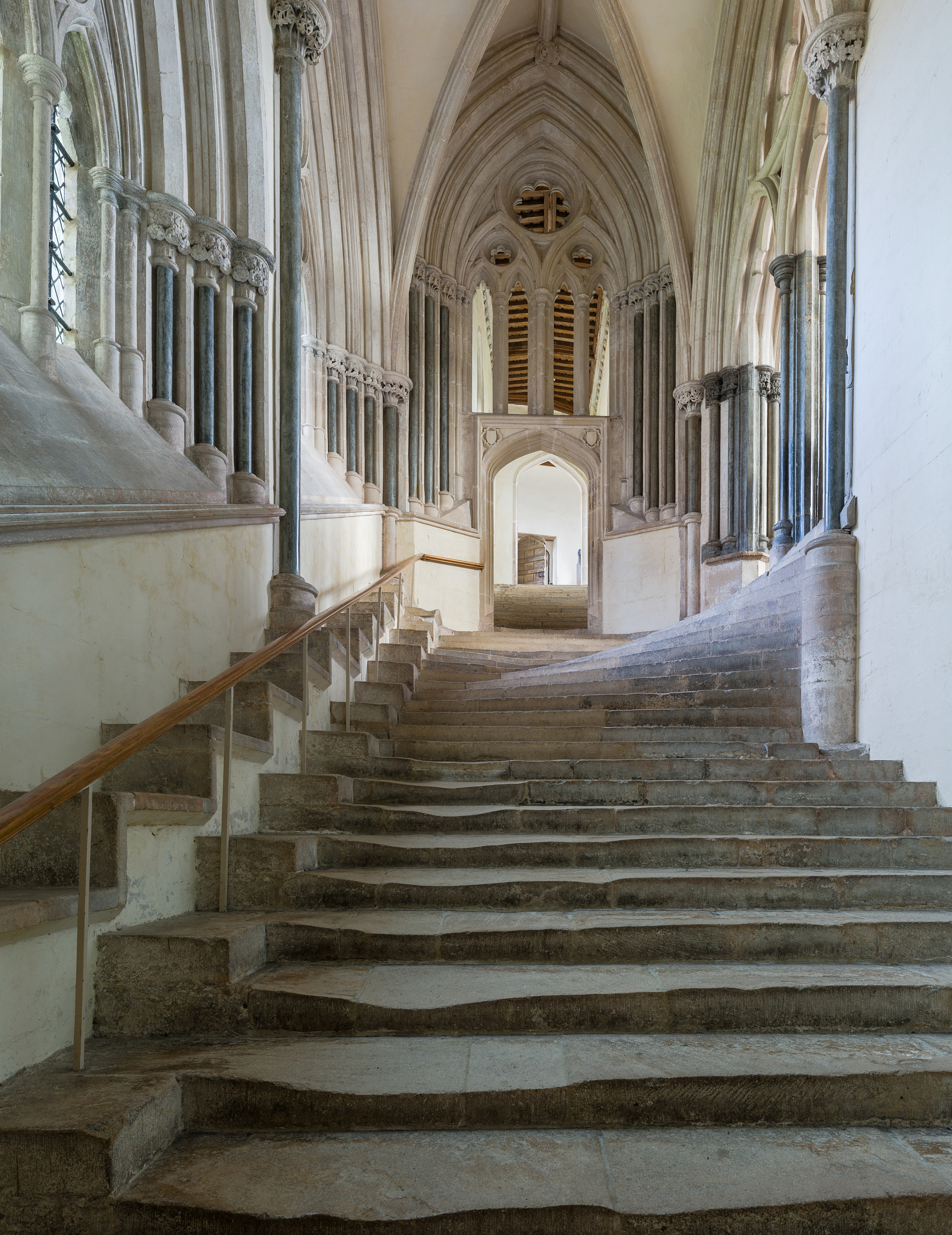
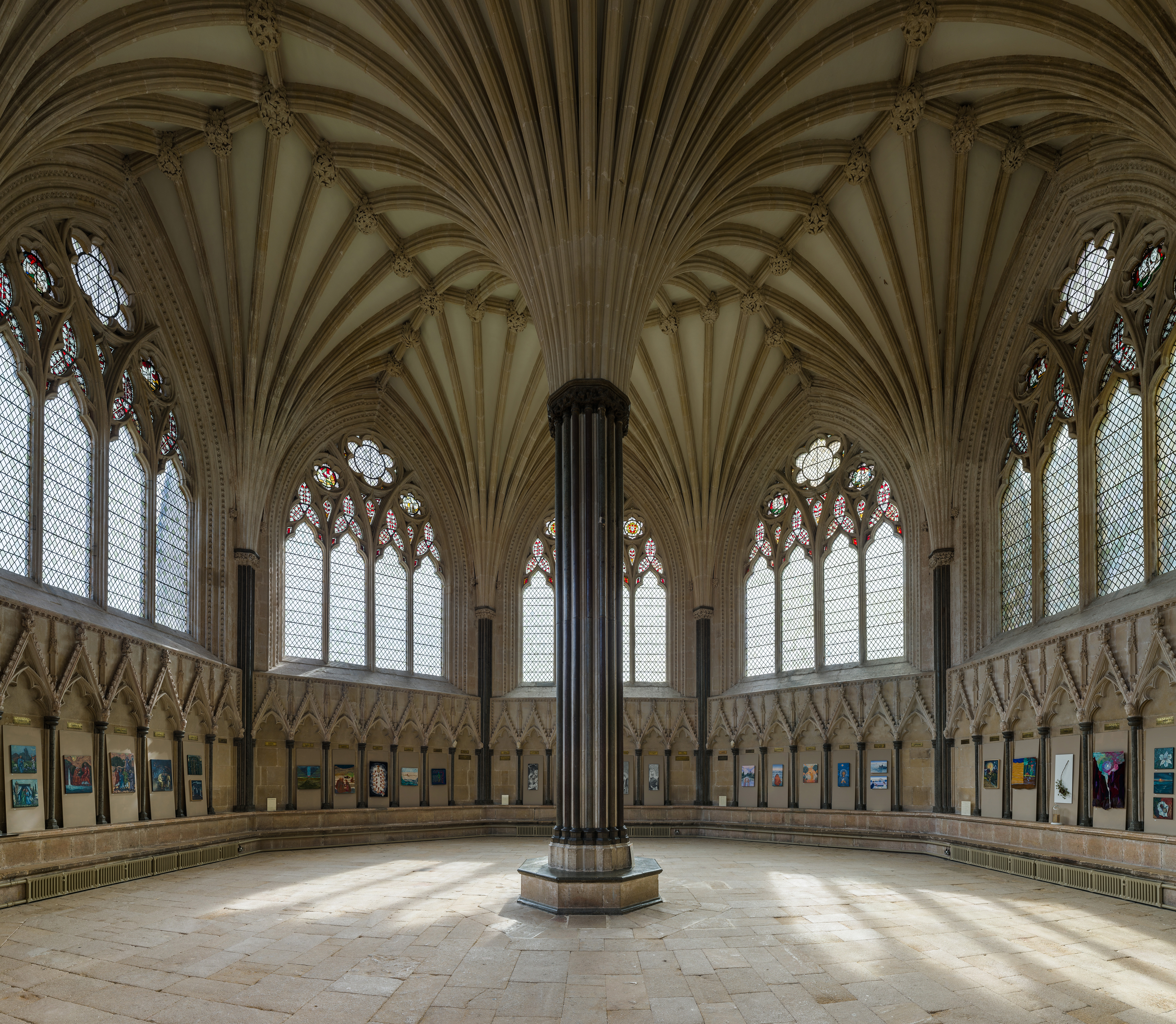

## پنجره‌ها

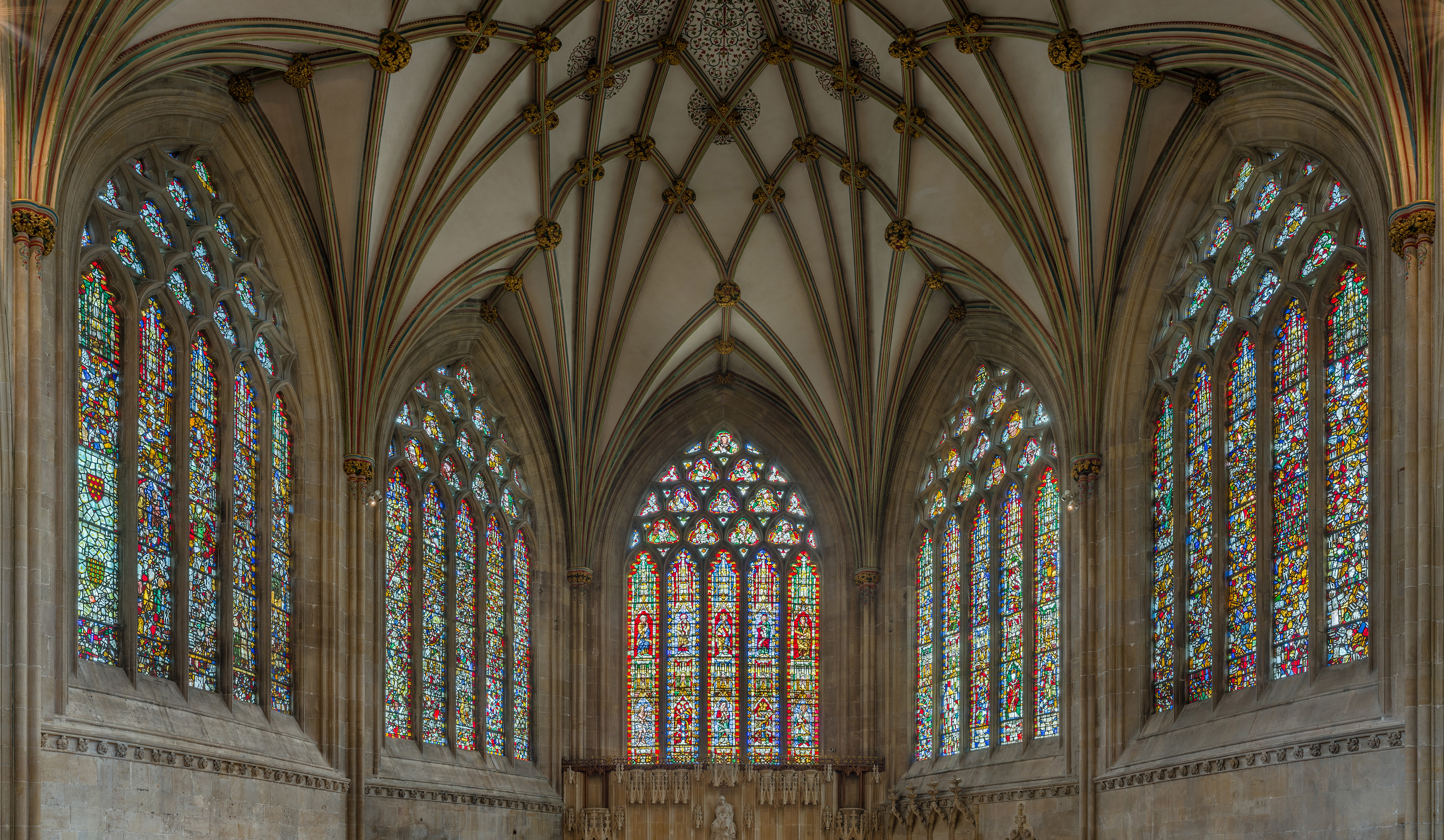
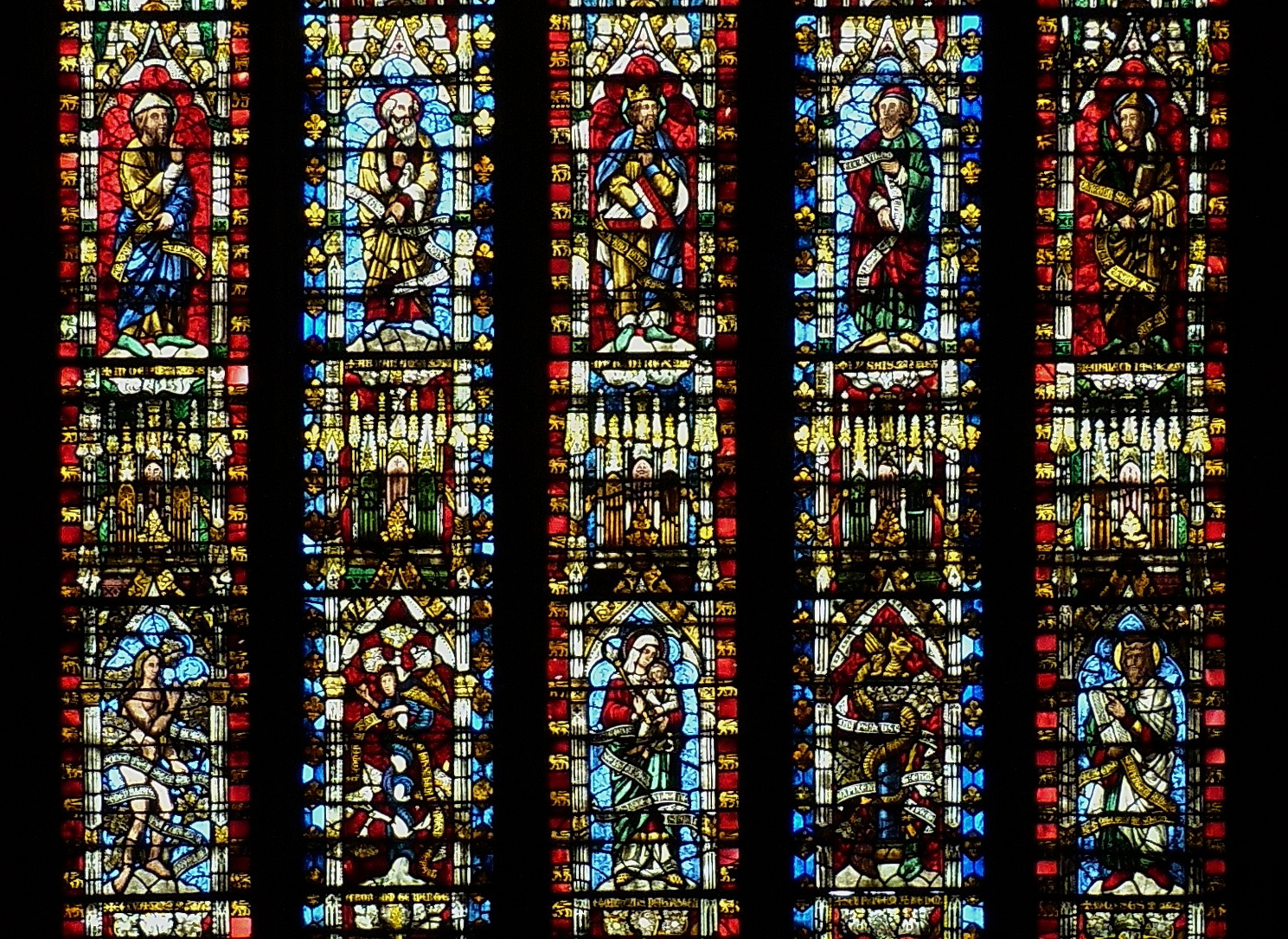
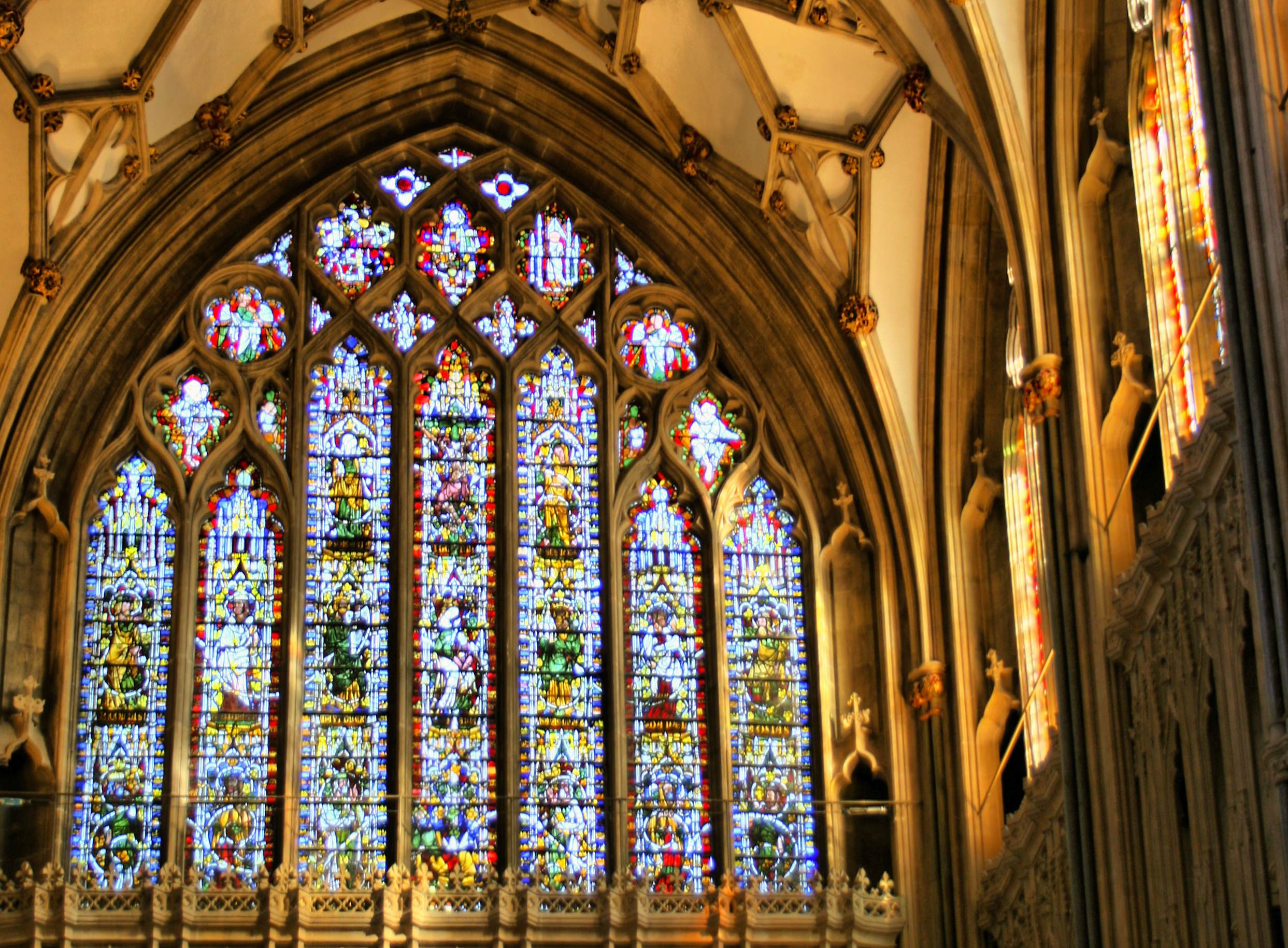